# Erik Tysse
Erik Tysse (Bergen, 4 december 1980) is een Noorse snelwandelaar. Hij werd meervoudig Noors kampioen in deze discipline. Ook nam hij driemaal deel aan de Olympische Spelen, maar won hierbij geen medailles.

## Biografie
Thysse werd veertiende op de 20 km wedstrijd op het WK 2005 in Helsinki. In 2006 werd hij negende in de strijd om de wereldbeker en zevende op het Europees kampioenschap.
Op het WK 2007 in Osaka behaalde Erik Tysse op het onderdeel 20 km snelwandelen een achtste plaats met een tijd van 1:24.10. Verrassend was dat hij op de 50 km snelwandelen in Osaka, pas zijn derde wedstrijd over deze afstand, de vijfde plaats haalde in een persoonlijk record. Hij plaatste zich hiermee op beide afstanden voor de Olympische Zomerspelen 2008. Daar haalde hij wederom een vijfde plaats op de 50 km snelwandelen in wederom een persoonlijk record, op de 20 km snelwandelen bleef het bij een eenentwintigste plaats.
Op 20 juli 2010 maakte Associated Press bekend, dat Erik Tysse was betrapt op het gebruik van Cera, de derde generatie van epo. De analyse van zowel de A- als B-staal van een test, die hem werd afgenomen tijdens een wedstrijd in Italië in mei van dit jaar, had dit aangetoond. De Noorse Atletiekfederatie heeft hem in verband hiermee geschorst. Dit betekent dat Thysse, die heeft verklaard onschuldig te zijn, is uitgesloten van deelname aan de Europese kampioenschappen in Barcelona. Hij kreeg een schorsing opgelegd van 2 jaar
Tysse is de jongere broer van meervoudig Noors kampioene snelwandelen Kjersti Tysse-Plätzer. Hij wordt gecoacht door haar man Stephan Plätzer. Zijn idool is Jefferson Pérez.

## Titels
- Noors kampioen snelwandelen 20 km - 2001, 2002, 2003, 2005
- Noors kampioen snelwandelen 50 km - 2006
- Noors kampioen snelwandelen 5000 m - 2000, 2001, 2002, 2003, 2004, 2005, 2006
- Noors kampioen snelwandelen 10.000 m - 2000, 2001, 2002, 2003, 2004, 2006

## Persoonlijke records
Baan
| Onderdeel             | Prestatie | Datum             | Plaats |
| --------------------- | --------- | ----------------- | ------ |
| 3000 m snelwandelen   | 11.06,8   | 10 augustus 2007  | Askim  |
| 5000 m snelwandelen   | 18.41,83  | 20 augustus 2005  | Fana   |
| 10.000 m snelwandelen | 39.20,2   | 11 juni 2006      | Bergen |
| 20.000 m snelwandelen | 1:20.56,5 | 16 september 2006 | Turkul |

Weg
| Onderdeel          | Prestatie | Datum            | Plaats      |
| ------------------ | --------- | ---------------- | ----------- |
| 10 km snelwandelen | 37.33     | 27 augustus 2006 | Hildesheim  |
| 20 km snelwandelen | 1:19.11   | 10 mei 2008      | Tsjeboksary |
| 50 km snelwandelen | 3:45.21   | 22 augustus 2008 | Peking      |

## Palmares

### 10.000 m snelwandelen
- 1998: 26e WJK - 49.28,12

### 20 km snelwandelen
- 2002: 17e EK - 1:25.06
- 2002: 53e Wereldbeker - 1:32.12
- 2003: 19e WK - 1:22.43
- 2004: 62e Wereldbeker - 1:28.15
- 2005: 13e WK - 1:22.45
- 2006: 9e Wereldbeker - 1:20.34
- 2006: 7e EK - 1:22.13
- 2007: 8e WK - 1:24.10
- 2008: 6e Wereldbeker - 1:19.11
- 2008: 21e OS - 1:22.43
- 2009: 7e WK - 1:20.38
- 2012: 14e OS - 1:21.38
- 2016: 48e OS - 1:26.06

### 50 km snelwandelen
- 2007: 5e WK - 3:51.52
- 2008: 5e OS - 3:45.08